# Machaerina aspericaulis
Machaerina aspericaulis är en halvgräsart som först beskrevs av Georg Kükenthal, och fick sitt nu gällande namn av Tetsuo Michael Koyama. Machaerina aspericaulis ingår i släktet Machaerina och familjen halvgräs. Inga underarter finns listade i Catalogue of Life.